# Kemiske Ovn
Kemiske Ovn el. Ovnen (Fornax) er et stjernebillede på den sydlige himmelkugle.